# Merlin Malinowski
Merlin Malinowski, né le 27 septembre 1958 à North Battleford dans la province de la Saskatchewan au Canada, est un joueur professionnel canadien de hockey sur glace qui évoluait en position d'ailier.

## Carrière
Merlin Malinowski est sélectionné par les Rockies du Colorado au second tour, en 27e position du repêchage amateur d'entrée 1978,  de la Ligue nationale de hockey (LNH). Il commence la saison 1978-1979 avec les Firebirds de Philadelphie avant d'être rappelé par les Rockies. La saison suivante, il est à nouveau envoyé en ligue mineure et ne joue que peu avec les Rockies. Lors de la saison 1980-1981, associé en attaque à Ron Delorme et Gary Croteau, il réalise sa meilleure saison de LNH, avec 25 buts et 62 points. En 1982, les Rockies deviennent les Devils du New Jersey. En cours de saison 1982-1983, il est échangé avec Scott Fusco aux Whalers de Hartford contre Rick Meagher et Garry Howatt,. En tout, il joue cinq saisons en LNH pour les Rockies, les Devils et les Whalers.
Il part ensuite en Europe en 1983 pour jouer dans le championnat de Suisse de hockey sur glace avec le HC Arosa. Après la relégation volontaire, pour raisons financières, du HC Arosa en première ligue (troisième division), Malinowski rejoint le SC Langnau. Il y devient le meilleur compteur du club et il y joue jusqu'au terme de sa carrière de joueur 1991.
Merlin Malinowski a participé aux Jeux olympiques d'hiver de 1988 à Calgary où le Canada, à domicile, termine au pied du podium.

## Statistiques
| Saison    | Équipe                    | Ligue |    | Saison régulière | Saison régulière | Saison régulière | Saison régulière | Saison régulière |   | Séries éliminatoires | Séries éliminatoires | Séries éliminatoires | Séries éliminatoires | Séries éliminatoires |
| Saison    | Équipe                    | Ligue | PJ | B                | A                | Pts              | Pun              | PJ               | B | A                    | Pts                  | Pun                  |                      |                      |
| 1973-1974 | Faucons de Drumheller     | LHJA  | 2  | 0                | 0                | 0                | 0                |                  |   |                      |                      |                      |                      |                      |
| 1974-1975 | Faucons de Drumheller     | LHJA  | 59 | 23               | 44               | 67               | 58               |                  |   |                      |                      |                      |                      |                      |
| 1975-1976 | Faucons de Drumheller     | LHJA  | 59 | 60               | 86               | 146              | 79               |                  |   |                      |                      |                      |                      |                      |
| 1976-1977 | Tigers de Medicine Hat    | LHOu  | 70 | 22               | 48               | 70               | 40               | 4                | 1 | 5                    | 6                    | 4                    |                      |                      |
| 1977-1978 | Tigers de Medicine Hat    | LHOu  | 72 | 48               | 78               | 126              | 131              | 11               | 9 | 11                   | 20                   | 16                   |                      |                      |
| 1978-1979 | Firebirds de Philadelphie | LAH   | 25 | 3                | 9                | 12               | 12               |                  |   |                      |                      |                      |                      |                      |
| 1978-1979 | Rockies du Colorado       | LNH   | 54 | 6                | 17               | 23               | 10               |                  |   |                      |                      |                      |                      |                      |
| 1979-1980 | Texans de Fort Worth      | LCH   | 66 | 34               | 42               | 76               | 58               | 15               | 8 | 16                   | 24                   | 34                   |                      |                      |
| 1979-1980 | Rockies du Colorado       | LNH   | 10 | 2                | 4                | 6                | 2                |                  |   |                      |                      |                      |                      |                      |
| 1980-1981 | Rockies du Colorado       | LNH   | 69 | 25               | 37               | 62               | 61               |                  |   |                      |                      |                      |                      |                      |
| 1981-1982 | Rockies du Colorado       | LNH   | 69 | 13               | 28               | 41               | 32               |                  |   |                      |                      |                      |                      |                      |
| 1982-1983 | Devils du New Jersey      | LNH   | 5  | 3                | 2                | 5                | 0                |                  |   |                      |                      |                      |                      |                      |
| 1982-1983 | Whalers de Hartford       | LNH   | 75 | 5                | 23               | 28               | 16               |                  |   |                      |                      |                      |                      |                      |
| 1983-1984 | HC Arosa                  | LNA   | 32 | 37               | 26               | 63               |                  |                  |   |                      |                      |                      |                      |                      |
| 1984-1985 | HC Arosa                  | LNA   | 38 | 48               | 36               | 84               | 35               |                  |   |                      |                      |                      |                      |                      |
| 1985-1986 | HC Arosa                  | LNA   | 32 | 25               | 29               | 54               | 44               |                  |   |                      |                      |                      |                      |                      |
| 1986-1987 | SC Langnau                | LNB   | 36 | 29               | 44               | 73               | 50               | 5                | 8 | 9                    | 17                   | 14                   |                      |                      |
| 1987-1988 | SC Langnau                | LNA   | 36 | 30               | 35               | 65               | 88               |                  |   |                      |                      |                      |                      |                      |
| 1988-1989 | SC Langnau                | LNB   | 36 | 28               | 34               | 62               | 58               | 10               | 7 | 8                    | 15                   | 28                   |                      |                      |
| 1989-1990 | SC Langnau                | LNB   | 36 | 31               | 31               | 62               | 60               | 9                | 9 | 16                   | 25                   | 4                    |                      |                      |
| 1990-1991 | SC Langnau                | LNB   | 33 | 21               | 29               | 50               | 40               | 10               | 6 | 15                   | 21                   | 10                   |                      |                      |

| Année | Équipe | Compétition                     |   | PJ | B | A | Pts | Pun |  | Résultat |
| 1988  | Canada | Jeux olympiques d'hiver de 1988 | 8 | 3  | 2 | 5 | 0   | 4e  |  |          |